# Centrodoras
Centrodoras is een geslacht van straalvinnige vissen uit de familie van de doornmeervallen (Doradidae).

## Soorten
- Centrodoras brachiatus (Cope, 1872)
- Centrodoras hasemani (Steindachner, 1915)